# La Joroba (The Hump)

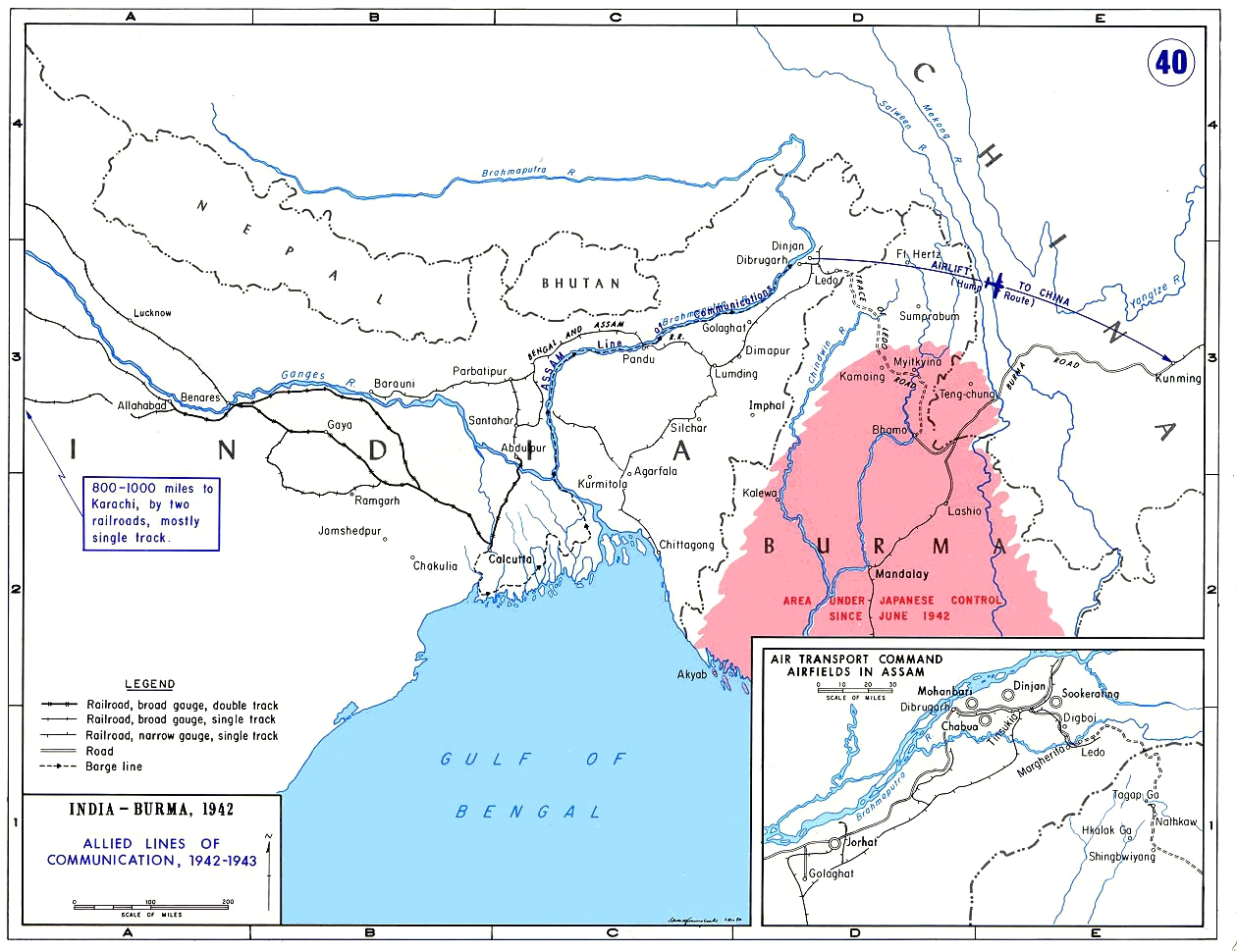
Líneas de suministro Aliadas en el Sudeste Asiático (1942-43). La Joroba se muestra a la derecha.

La Joroba (en inglés: The Hump) es el nombre que los pilotos aliados dieron durante la Segunda Guerra Mundial a la zona oriental del Himalaya sobre la cual volaron entre India y China para reabastecer a los Tigres Voladores y al Gobierno Chino de Chiang Kai-shek.
Se empezó a volar sobre La Joroba en abril de 1942, cuando los japoneses tomaron la Carretera de Birmania, 1945, cuando se abrió la carretera de Ledo.
El vuelo sobre la Joroba era muy arriesgado. La ruta llevaba primero por las estribaciones del Himalaya y después por las montañas, por el norte de Birmania y el oeste de China, una zona donde las turbulencias y un pésimo tiempo estaban a la orden del día. Los aviones de transporte despegaban desde trece bases en el noreste de India, aterrizando a 800 kilómetros en cualquiera de los seis aeródromos en poder de los nacionalistas chinos. Algunas tripulaciones hacían hasta tres vuelos diarios.

## "La Joroba"

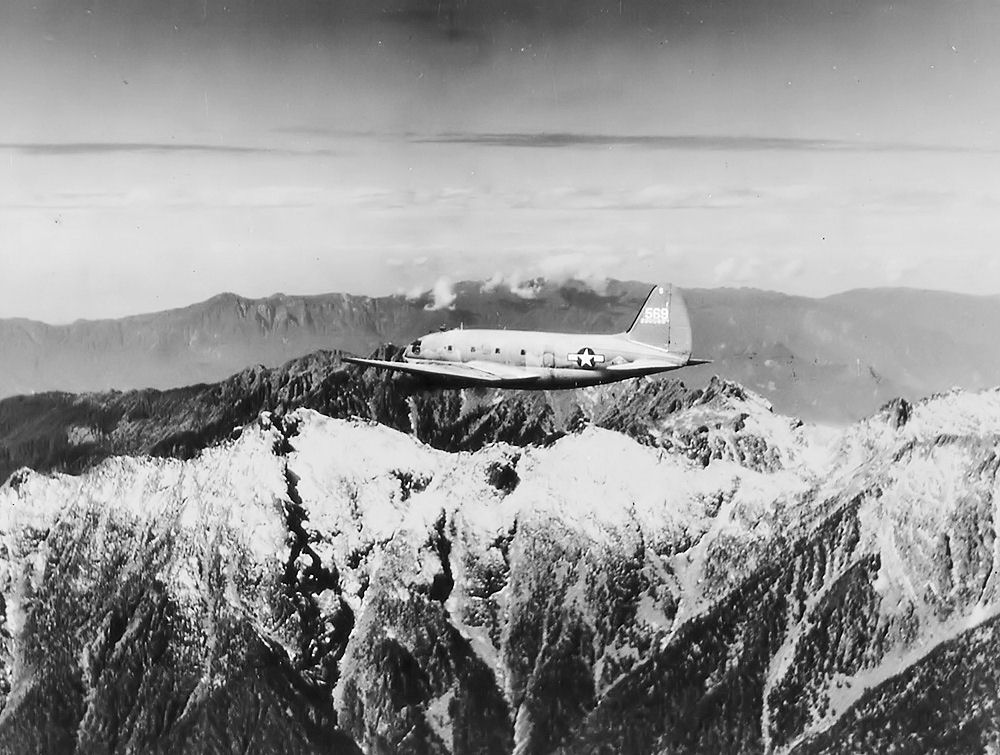
Comando de Transporte Aéreo C-46 volando La Joroba

El equipo de aviónica se llevaba a China a través del Himalaya, mediante puente aéreo bautizado como la "Joroba del Camello" (en alusión al relieve, que parecía la vista lateral de la silueta de un camello). A principios de mayo los Japoneses capturaron tres puntos clave que cortaron la Carretera. Para mantener el suministro ininterrumpido a China de material estratégico que solicitaba el Kuomintang , los mandos estadounidenses acordaron organizar un puente aéreo. Fue llevado a cabo por aviones de carga de la USAAF y la sección de transporte de la aviación china. Entre 1942 y 1945 los chinos recibieron de Estados Unidos exactamente 100 aviones de carga: 77 C-47 y 23 C-46. 
Entre India, Birmania, y China empezó a funcionar un puente aéreo nunca antes visto. En el Oeste, la Joroba empezaba en India a partir de una serie de aeródromos distribuidos a lo largo del Ferrocarril de la India, e iba sobre las montañas de Yongnan hasta la Provincia de Sichuan. Cuando se abrió la ruta aérea, fue para China una auténtica "carretera de la vida." La carga transportada alcanzaba las 7000 toneladas al mes. Según cálculos Chinos, entre mayo de 1942 y septiembre de 1945, un total de 650.000 toneladas fueron transportadas, de las cuales los chinos llevaron 75.000 (12% del total). Además, en el puente aéreo fueron llevadas 33400 personas en ambas direcciones. El balance alcanzaba más de un millón y medio de horas de vuelo. 
Pese a las deficientes condiciones meteorológicas y los escasos recursos de navegación (no había navegadores para todos) los pilotos chinos y estadounidenses llevaban su carga a Chengdu, Kunming, y otras ciudades. El puente aéreo duró hasta el fin de la guerra, aunque se volvió menos esencial cuando la Carretera de Ledo fue abierta, y la toma de Rangún permitió la reapertura de la Carretera de Birmania.
Los vuelos iban acompañados por grandes pérdidas debido a mal tiempo, los fallos en el equipo y los ataques de los cazas japoneses. En total, 468 tripulaciones Americanas y 46 Chinas fueron derribadas, sumando unos 1500 aviadores. Las pérdidas mensuales alcanzaban el 50% de los aviones que a la vez volaban en la ruta. 
La Joroba fue el mayor y más duradero puente aéreo estratégico en el mundo. Sin embargo, en 1948-49 fue superado en volumen por el puente aéreo de Berlín, organizado por el teniente general William H. Tunner, que ganó esa posición gracias a su experiencia como comandante y organizador del puente aéreo sobre la Joroba.